# Florian Lipowitz
Florian Lipowitz   (Laichingen, 21 de setembre de 2000) és un ciclista alemany de carretera, professional des del 2020 i que actualment corre per a l'equip Red Bull-Bora-Hansgrohe. Abans del ciclisme fou biatleta i a l'estiu entrenava en bici. Degut a una lesió de genoll va haver d'intensificar el seu entrenament sobre dues rodes i d'aquesta manera conegué el director de rendiment de l'equip Bora-Hansgrohe i va acabar deixat els esquís per la bicicleta.

## Palmarès en ruta
- 2023
  - 1r al Czech Tour i vencedor d'una etapa
- 2024
  - 1r a Sibiu Cycling Tour

### Resultats a les Grans Voltes

#### Giro d'Itàlia
- 2024. No surt a la 6a etapa

#### Tour de França
- 2025. 3r de la classificació general i  vencedor de la classficació dels joves

#### Volta a Espanya
- 2024. 7è de la classificació general